# نیکولا پرینیو
نیکولا پرینیو (فرانسوی: Nicolas Perignon‎; زاده ۱۷۲۶ – درگذشت ۴ ژانویهٔ ۱۷۸۲) نقاش و حکاک اهل فرانسه بود. او در پرتره‌نگاری، صحنه‌های روستایی، منظره‌نگاری و مناظر دریایی تخصص داشت.

## نگارخانه

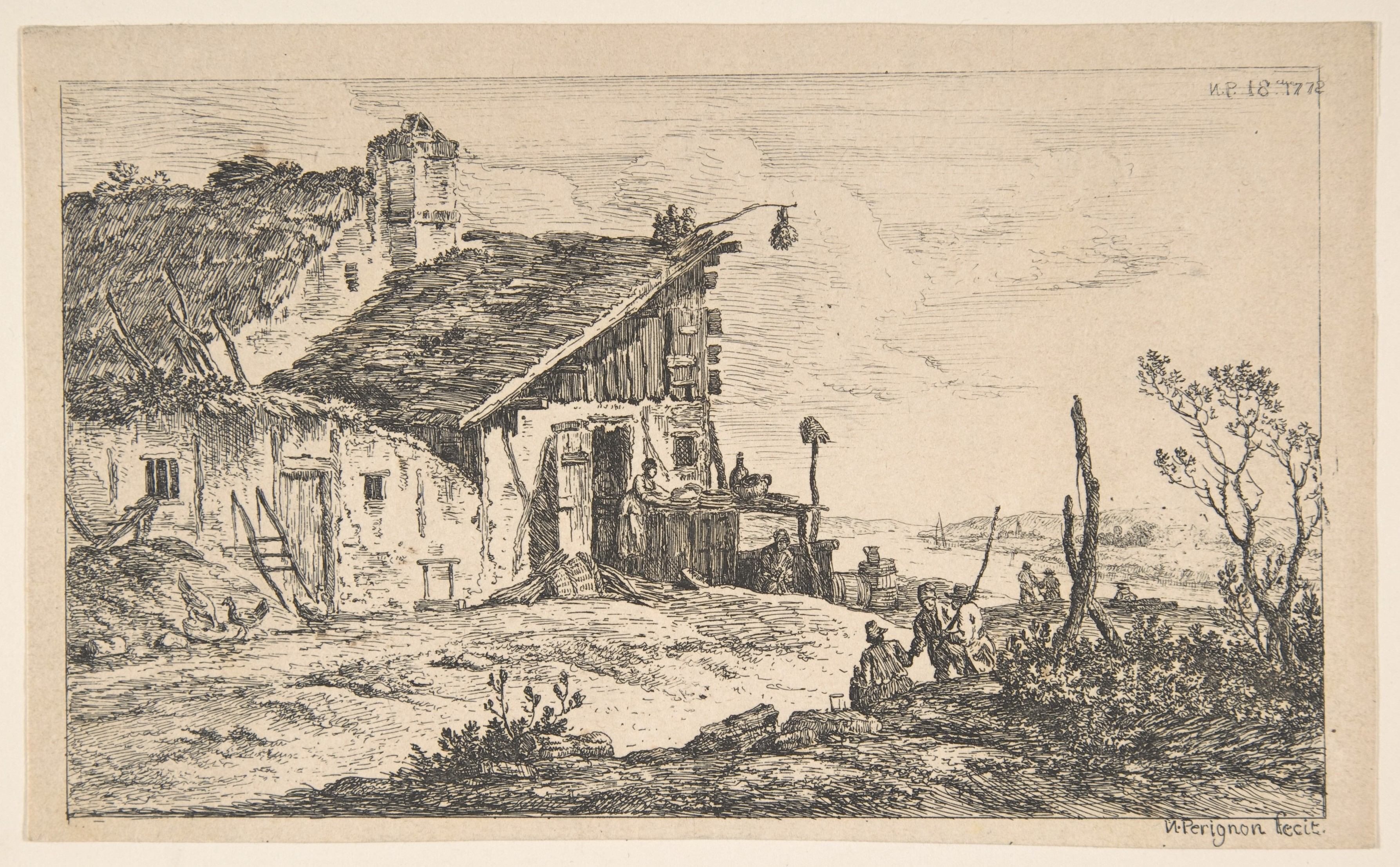
Rustic Landscape, چاپ فلزی در موزه متروپولیتن هنر
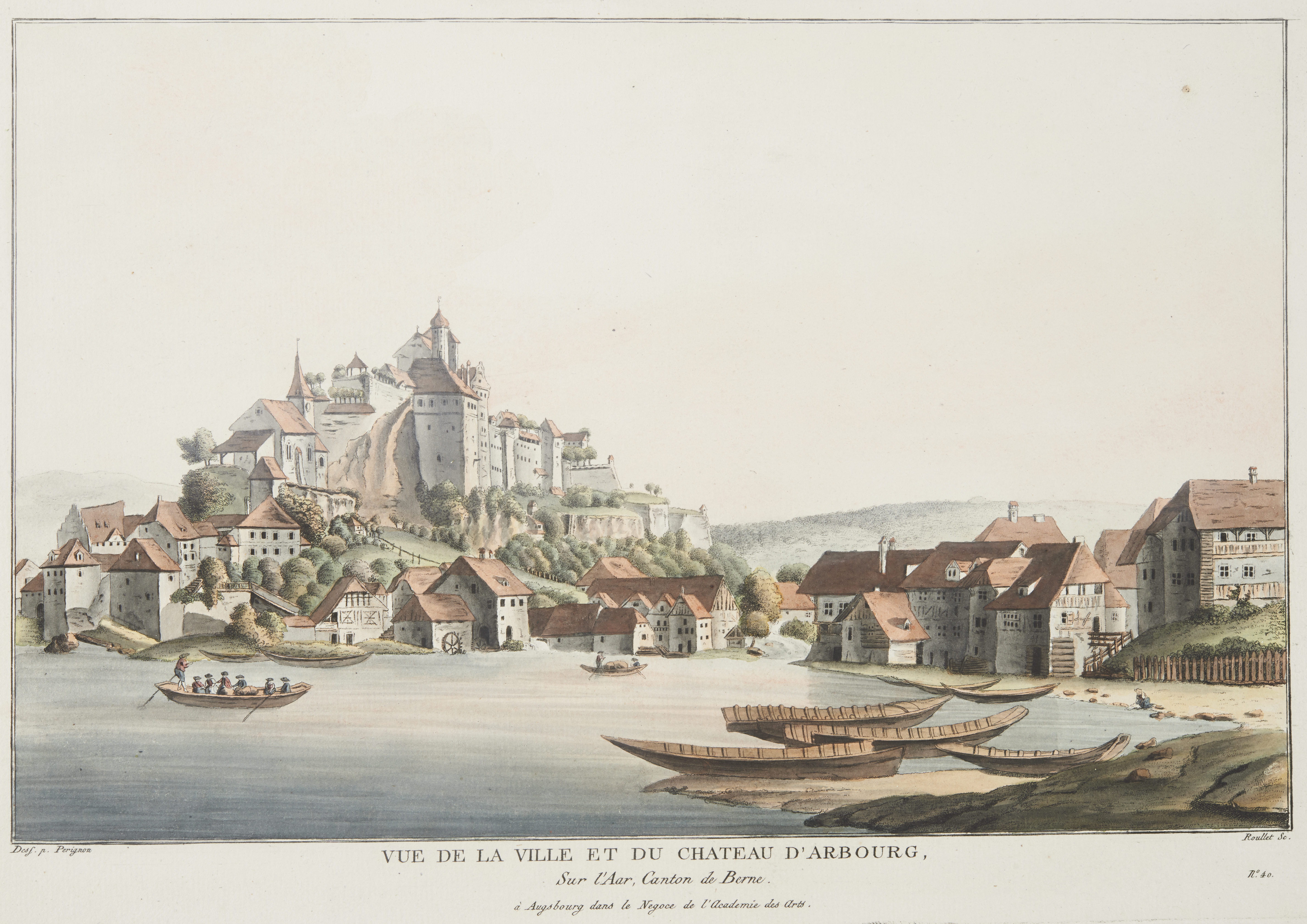
نمایی از اربورگ،  سوئیس
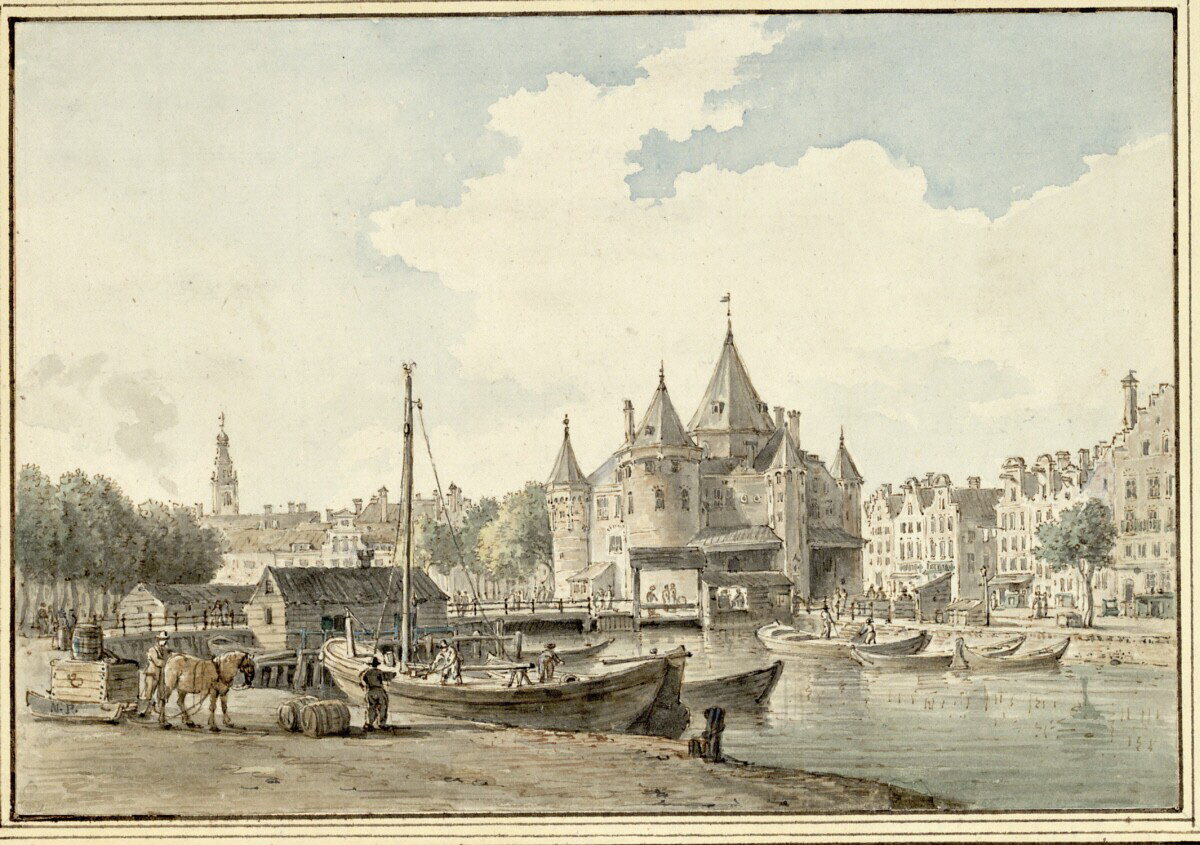
نمایی از آمستردام
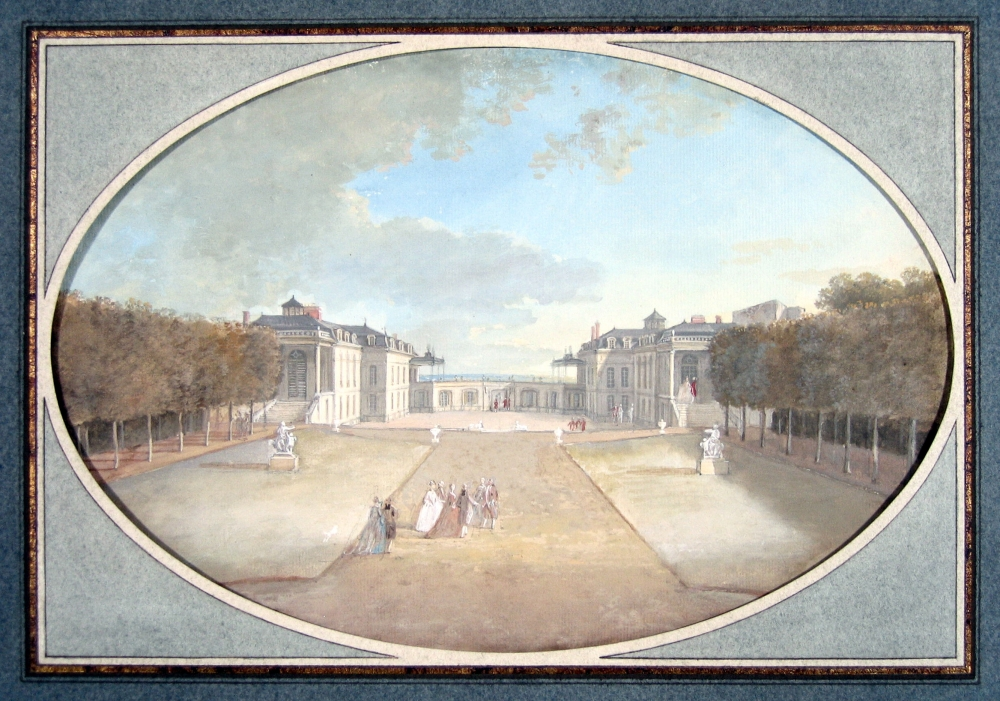
نمایی از Hôtel de Valentinois در Passy from the garden
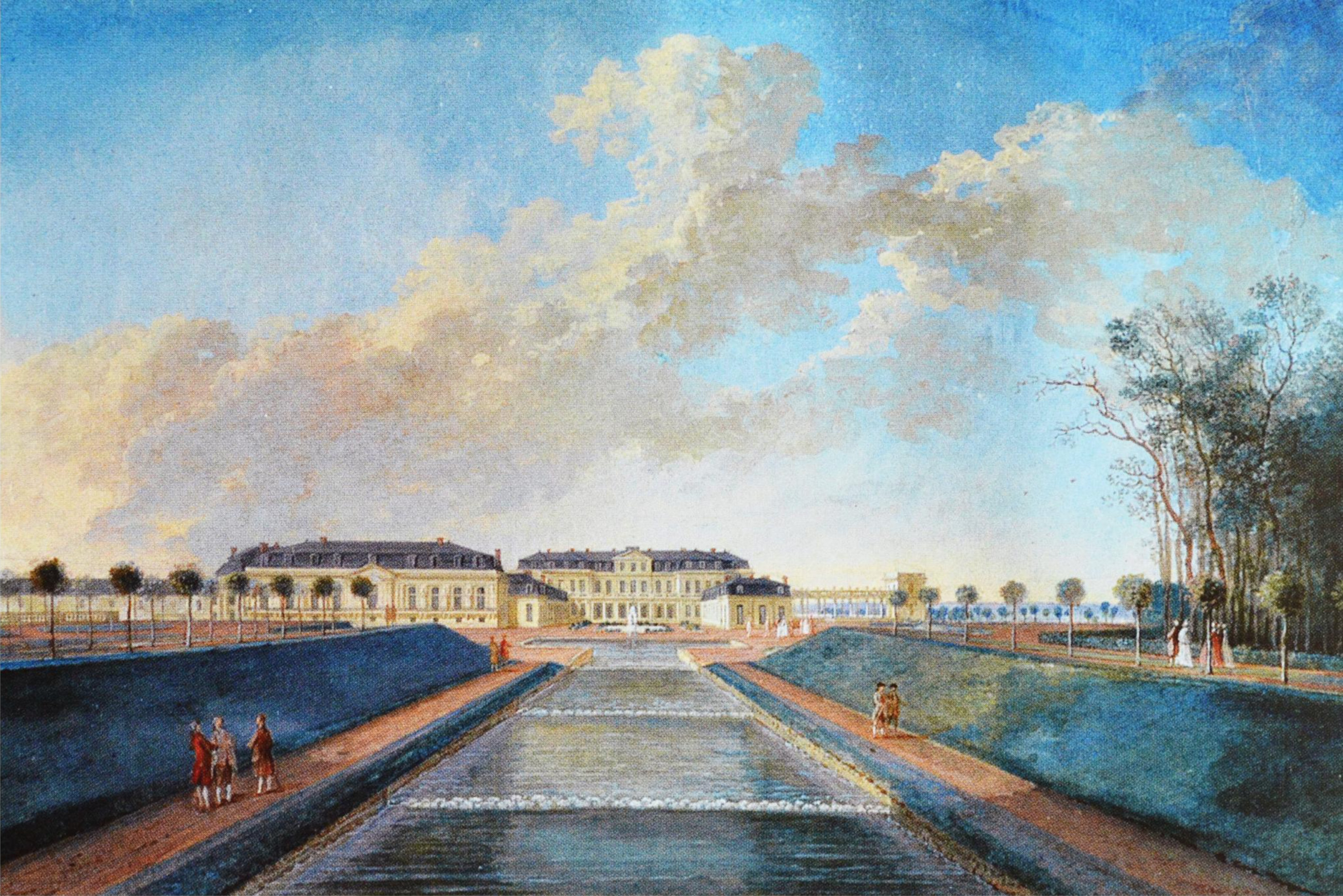
View of the garden facade of the former Château de Chanteloup در آمبوآز